# Carrie Snodgress
Caroline 'Carrie' Snodgress (Park Ridge, 27 oktober 1945 - Los Angeles, 1 april 2004) was een Amerikaans actrice. Ze werd in 1971 genomineerd voor een Academy Award voor haar hoofdrol in Diary of a Mad Housewife. Hiervoor won ze ook daadwerkelijk twee Golden Globes en twee Laurel Awards, in beide gevallen zowel die voor beste actrice als die voor meest veelbelovende nieuwkomer.
Snodgress speelde in Diary of a Mad Housewife voor het eerst in een bioscooptitel waarin haar personage - Tina Balser - daadwerkelijk met naam genoemd werd. Een jaar eerder maakte ze haar officiële debuut op het witte doek met een naamloos rolletje in Easy Rider. Dat bleek haar eerste van 24 filmrollen, 38 inclusief die in televisiefilms. Daarnaast gaf Snodgress in één televisieserie gestalte aan een wederkerend personage door in zes afleveringen van Phantom 2040 te verschijnen als Tante Heloise. In ruim twintig andere series had ze wel eenmalige gastrollen, zoals in The X-Files, Chicago Hope, Sisters, ER en The West Wing. Ze speelde weliswaar in twee afleveringen van Murder, She Wrote, maar twee keer als een ander personage.
Snodgress had begin jaren 70 een liefdesrelatie met singer-songwriter Neil Young. Samen met hem kreeg ze haar enige kind, een zoon. In 1981 trouwde ze met een schilder.
Snodgress was in afwachting van een levertransplantatie toen ze in 2004 werd opgenomen in het ziekenhuis. Daar stierf ze op 58-jarige leeftijd aan hartfalen.

## Filmografie
*Exclusief veertien televisiefilms
| - The Forsaken (2001) - Bartleby (2001) - In the Light of the Moon (2000) - Wild Things (1998) - Stranger in the Kingdom (1998) - White Man's Burden (1995) - Blue Sky (1994) - 8 Seconds (1994) - The Ballad of Little Jo (1993) - Across the Tracks (1991) - Blueberry Hill (1988) - Chill Factor (1988) | - L.A. Bad (1986) - Murphy's Law (1986) - Pale Rider (1985) - A Night in Heaven (1983) - Trick or Treats (1982) - Homework (1982) - The Attic (1980) - Love's Dark Ride (1978) - The Fury (1978) - Rabbit, Run (1970) - Diary of a Mad Housewife (1970) - Easy Rider (1969) |

- Biblioteca Nacional de España: XX1149232
- Bibliothèque nationale de France: cb140353309 (data)
- Gemeinsame Normdatei: 172681421
- International Standard Name Identifier: 0000 0001 1675 5799
- Library of Congress Control Number: n83161730
- MusicBrainz: 7c506e50-f223-4b2e-a1be-2c4101d9f5cd
- Nationale Bibliotheek van Tsjechië: xx0180752
- Nationale Bibliotheek van Israël: 987007319418205171
- Nationale Bibliotheek van Polen: a0000001679982
- SNAC: w6280f68
- Système universitaire de documentation: 06023203X
- Virtual International Authority File: 76515242
- WorldCat: E39PBJvRVtH4QJvtvFr4q3Mtrq